# ليبر سورس
ليبر سورس (بالإنجليزية: Libre Source) هي منصة تطوير تعاونية لبرمجيات مفتوحة المصدر والبرمجيات التعاونية والتفاعل المجتمعي والأرشفة الإلكترونية والنشر عبر الويب. بناء على جافا/الإصدار التجاري من جافا (چاڤا EE)، تعد LibreSource خادم ويب تركيبي يمكن للمستخدمين تخصيصه على الإنترنت من خلال الجمع بين الموارد والحقوق: صفحات ويكي والمنتديات وأجهزة التتبع والمزامنات ومستودعات برنامج الإصدار الجزئي (Subversion) والملفات ومساحات التنزيل والمربعات المنسدلة والنماذج وما إلى ذلك. وتستخدم LibreSource أغلب الخدمات المتقدمة التي يوفرها خادم التطبيق ObjectWeb الذي يُطلق عليه [JOnAS].

## الاختلافات بين المنتجات
يعد الإصدار LibreSource Enterprise Edition هو الإصدار الاحترافي من مجتمع ليبر سورس، منصة تعاونية طورها LORIA-INRIA Lorraine، University Paris 7 شركة [Artenum] في إطار مبادرة فرنسية أُطلق عليها RNTL (Réseau National des Technologies Logicielles). تم إطلاق النسخة الأولى من LibreSource بموجب [رخصة كيو العمومية (Q Public License)] منذ يونيو 2005 وتحولت إلى GPLv2 في مايو 2008. وقد قامت شركة Artenum بتطوير الإصدار التجاري منها.
وتعد LibreSource Express وسيلة استضافة لمشاريع التطوير التعاوني على خوادم LibreSource Enterprise Edition. LibreSource Express هي خدمة احترافية تقدمها شركة Artenum منذ أغسطس 2006.

## مزامن ليبر سورس
الهدف من مزامن LibreSource (LibreSource Synchronizer) هو الرد على تتبع الإصدار واحتياجات التحرير المتزامنة وتحسين الجوانب التعاونية لأداة [SCM] بهدف السماح للمستخدمين بمعرفة الإصدار الذي يستخدمه أي عضو آخر في الفريق.
ويعتمد LibreSource Synchronizer على منهج آخر مقارنة بالأدوات الشائعة لتحديد الإصدارات.
- يوجد بالأساس لوغاريتم واحد فقط لدمج أي نوع من أنواع البيانات المدارة. (الملف الثنائي، ملفات ASCII، ملفات ASCII، الدلائل)
- يتم إعداد أو تعيين كافة التغييرات باستخدام مجموعة من الأوامر المحددة (مثل: addFile، addLines، removeLines، rename...).
- تتم إدارة تسلسل الإصدارات وفقًا لتاريخ عام فريد. لبناء إصدار معين، تحتاج فقط لإعادة تشغيل جزء من التاريخ.
- لا يوجد دعم للتشعب ولكن تتوفر شبكة مزامنة بدلاً من ذلك. يعني هذا إمكانية مزامنة مساحة عمل مع أكثر من مزامن LibreSource (LibreSource Synchronizer) واحد. كأحد القيود، يجب احتواء الشبكة على طبولوجيا متفرعة.
- تطبيق جافا كامل.
- يدمج مزامن LibreSource (LibreSource Synchronizer) أنظمة الملفات والملفات النصية وملفات XML.
- يسمح بشبكات المزامنة، يطلق عليها كذلك Dataflows. يمكن مزامنة مساحة العمل باستخدام أكثر من مزامن واحد. بهذا الشكل، يمكن نقل أي تغيير من مزامن إلى آخر.
- يوفر التزام بسيط وعمليات التحديث.
- يوفر عملية إعادة التسمية على الملفات والدلائل.
- تحتفظ كل مساحة عمل بنسخة من التاريخ. يمكن إعداد الأدوات المساعدة Diff والتراجع والعودة دون الاتصال بالإنترنت.
- مبني على النموذج المحدد للتغيير. يتم تخزين مجموعات التغيير في ملفات XML.
- يسمح بمعرفة تاريخ كل سطر بالملف النصي وكل إدخال لنظام الملفات وكل عقدة لمستند xml.
- يسمح بتتبع التغيير غير المرتبط. يمكن إجراء ذلك دون الاتصال بالإنترنت.
- لا يسمح برسالة التزام لكل ملف. لا يسمح مزامن LibreSource (LibreSource Synchronizer) بالالتزام أو التحديث الجزئي، لذلك تخص رسائل الالتزام مجموعات التغيير.
- النشر التلقائي من خلال برنامج Java Web Start
- استخدام بروتوكول HTTP لعبور جُدر الحماية.
- يتوفر المكون الإضافي Eclipse.
- مصدر مفتوح مع [رخصة جنو العمومية، الإصدار الثاني (GPLv2)].

## وصلات خارجية
- LibreSource
- Artenum homepage